# The Red Sword
The Red Sword è un film del 1929 diretto da Robert G. Vignola.

## Trama
Litovski, un generale cosacco, durante una sosta in una locanda, cerca di violentare la moglie dell'oste. La donna, cercando di sottrarsi all'aggressione, cade e muore. L'oste, armato di coltello, vuole vendicarne la morte ma Litovski lo acceca colpendolo con lo knut.
Sei anni dopo, la figlia dell'oste, Vera, si innamora di Paul Shilkiv, un violinista che è il figlio illegittimo di Litovski. Ritrovando l'assassino della madre, la ragazza cerca di vendicarsi ma Paul la ferma. Litovski, comunque, muore e i due giovani possono sposarsi senza ostacoli che si frappongano alla loro unione.

## Produzione
Il film fu prodotto dalla Film Booking Offices of America (FBO)

## Distribuzione
Il copyright del film, richiesto dalla F.B.O. Productions, Inc., fu registrato il 17 febbraio 1929 con il numero LP147.
Distribuito dalla Film Booking Offices of America (FBO), il film uscì nelle sale cinematografiche USA il 17 febbraio 1929. Nel 1930, uscì anche in Finlandia (13 gennaio) e in Estonia (5 maggio, con il titolo Patuöö). L'Ideal Films Ltd. lo distribuì nel Regno Unito come Three Days to Live, presentandolo in prima a Londra il 1º settembre 1930 in una versione ridotta lunga 1.776,65 metri, mentre a Madrid fu presentato il 24 dicembre 1931 con il titolo La espada roja.